# Roma (imię)
Roma – imię żeńskie, które stanowi skróconą postać imienia Romana lub Romualda; niekiedy bywa nadawane jako samodzielne imię.
Roma imieniny obchodzi 23 lutego.
Znane osoby noszące imię Roma:
- Roma Gąsiorowska – aktorka
- Roma Ligocka – pisarka
- Romy Schneider, właśc. Rosemarie Magdalena Albach-Retty – aktorka